# Lysianassa cinghalensis
Lysianassa cinghalensis is een vlokreeftensoort uit de familie van de Lysianassidae. De wetenschappelijke naam van de soort is voor het eerst geldig gepubliceerd in 1897 door Stebbing.